# Rynek w Pszczynie

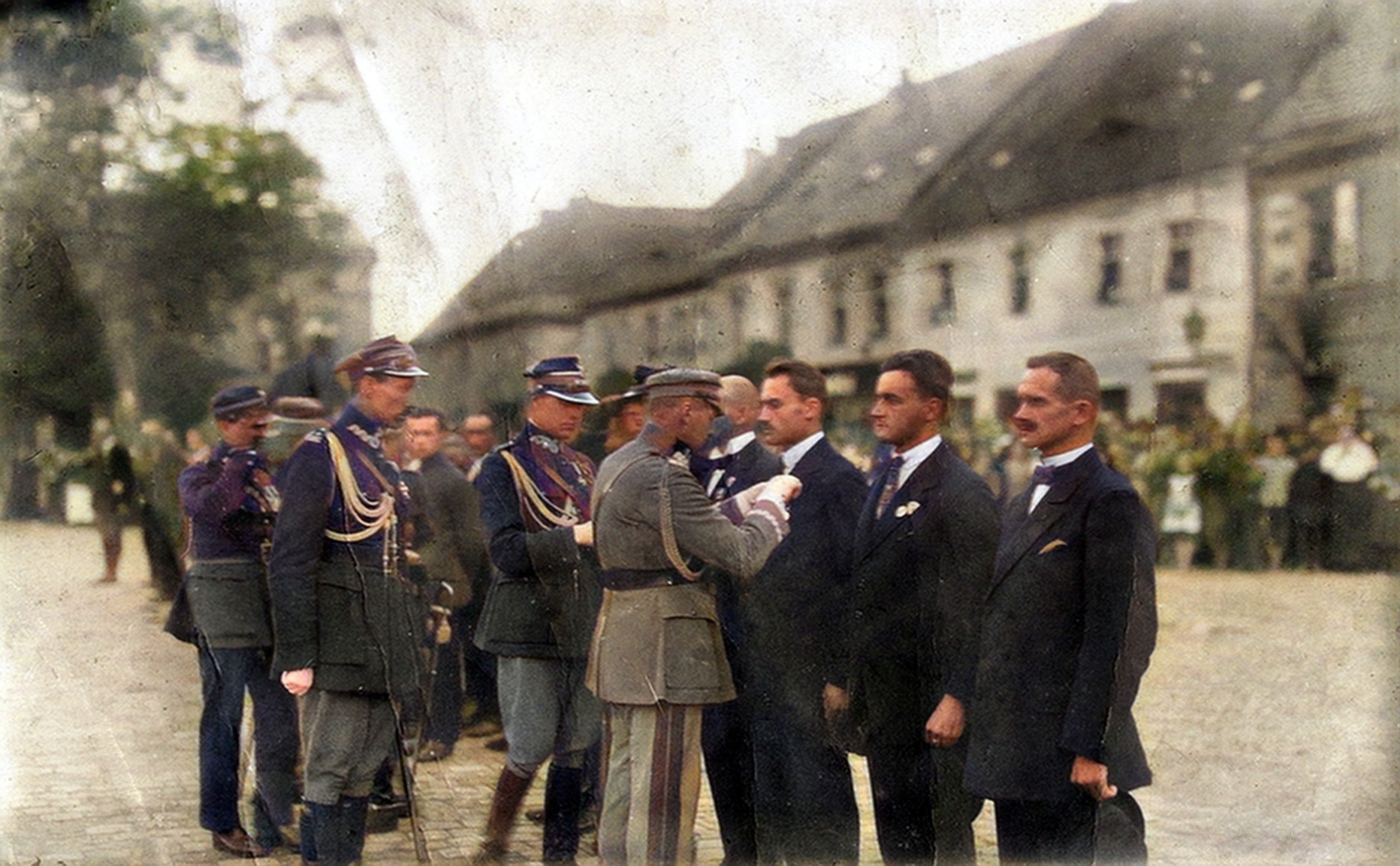
28 sierpnia 1922. Józef Piłsudski przypina Virtuti Militari Stanisławowi Krzyżowskiemu.

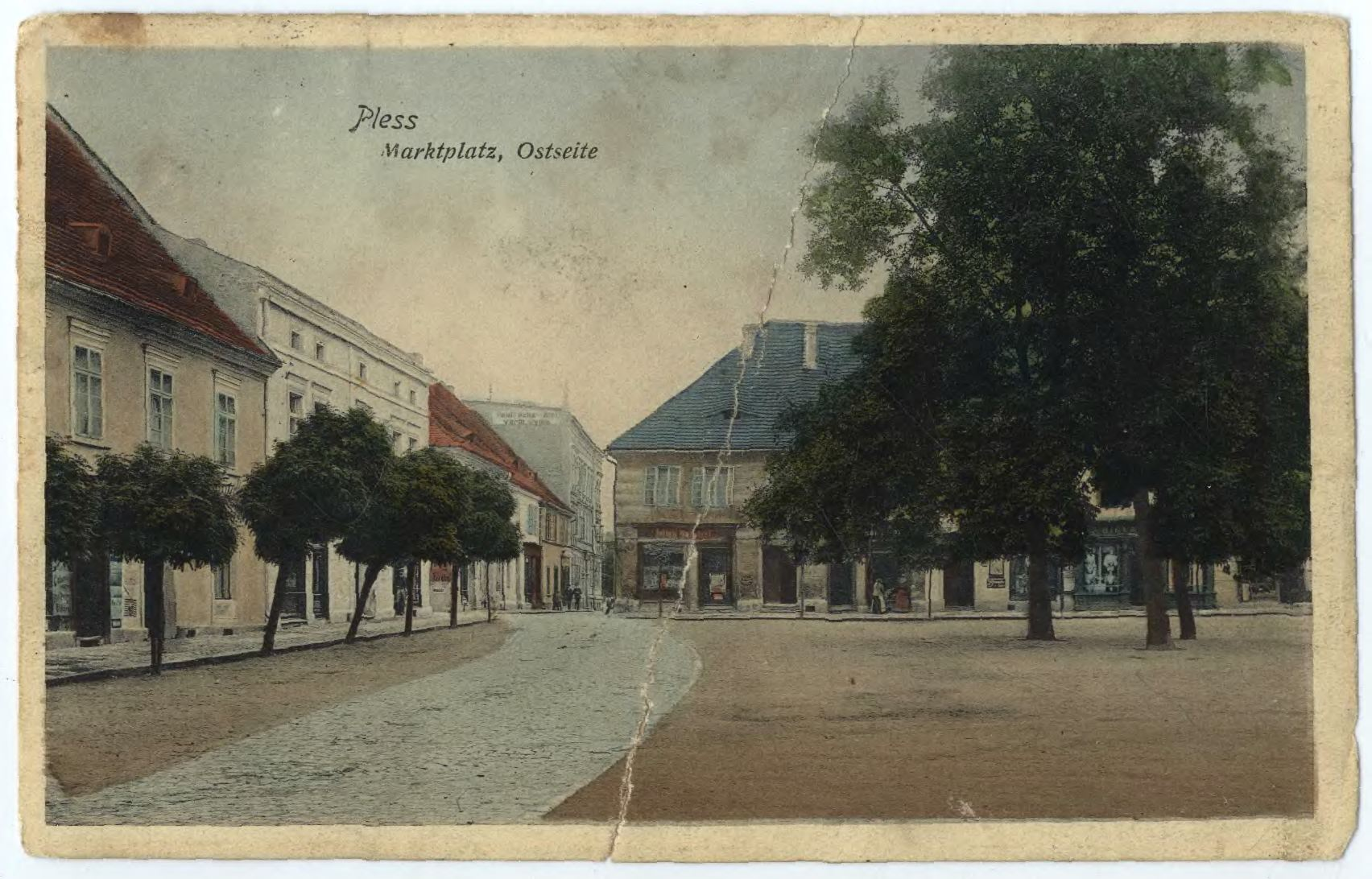
Rynek w Pszczynie, narożnik południowo-wschodni, karta pocztowa z 1910 r.

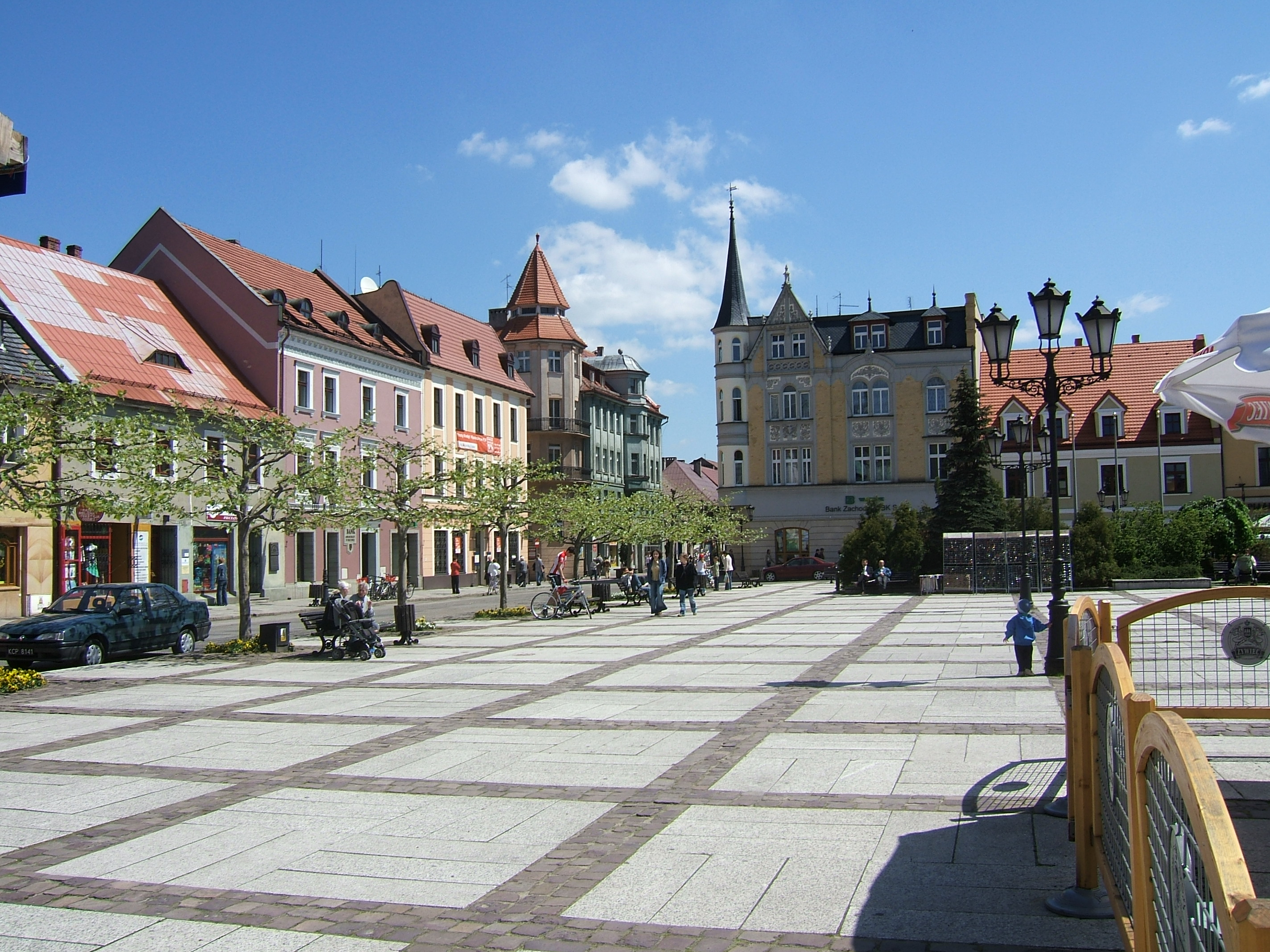
Rynek w Pszczynie, narożnik północno-wschodni

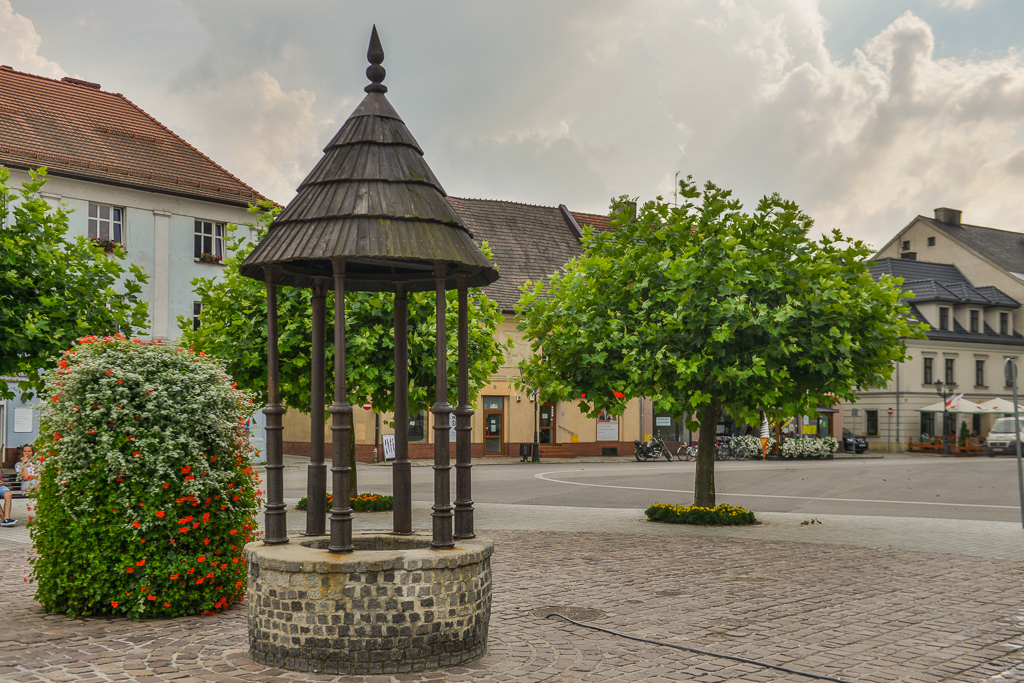
Zabytkowa studnia.

Rynek w Pszczynie – centralny plac miasta Pszczyna w województwie śląskim, uformowany do dzisiejszej postaci na miejscu średniowiecznego placu targowego.

## Historia
Osada, będąca zalążkiem współczesnej Pszczyny, zaczęła formować się zapewne w ciągu XI-XII wieku przy trakcie handlowym, biegnącym z Krakowa przez Oświęcim w kierunku Bramy Morawskiej i dalej do Czech lub nad Dunaj. Powstała na nieznacznym wzniesieniu pomiędzy podmokłymi dolinami Wisły na południu i Pszczynki na północy, w pobliżu brodu, którym można było dogodnie przekroczyć tę drugą rzekę. Rozwijała się tuż obok niewielkiego gródka, który co najmniej od XIII w. strzegł wspomnianego brodu. Usytuowanie osady przy szlaku biegnącym generalnie ze wschodu na zachód poskutkowało kształtem formującego się placu handlowego, wyciągniętego w osi wschód-zachód. Po lokacji miasta, co miało mieć miejsce jeszcze w XIII w., plac ten zaczął pełnić rolę rynku miejskiego, na którym odbywały się cotygodniowe targi i doroczne jarmarki.
Kształtowanie się rynku w obecnej formie miało miejsce w XIV-XV w., kiedy miasto otoczone już było drewniano-ziemnymi obwarowaniami, których ślad wyznaczają dziś ulice Warowna i Piwowarska. Rynek przyjął formę prostokąta z dłuższą osią ułożoną na linii wschód-zachód. Z każdego narożnika wybiegały po dwie prostopadłe do siebie ulice, zaś dłuższe boki podzieliła jeszcze jedna para ulic. Ulica, prowadząca z północno-wschodniego narożnika rynku na wschód (dzisiejsza ul. Piastowska), zakończona była bramą „dolną” (tzw. Polską lub Krakowską), natomiast ulicę prowadzącą z narożnika południowo-zachodniego na zachód (dzisiejsza ul. Wojska Polskiego) zamykała brama „górna” (tzw. Niemiecka lub Opawska). Ulica wychodząca z północno-zachodniego narożnika w kierunku zachodnim prowadziła do grodu (od połowy XV w. - murowanego zamku), przez most nad odnogą rzeki Pszczynki, opływającą zamek od strony południowej i wschodniej.
Działki przy rynku zabudowane były początkowo drewnianymi, parterowymi domami krytymi strzechą, później gontem. Domy te były wielokrotnie niszczone przez pożary. Pierwszymi murowanymi obiektami rynkowymi były ratusz (budynek z 1658 r.) i kościół ewangelicki (z l. 1743-46), oba usytuowane w północnej pierzei. Po ostatnim, wielkim pożarze z 1748 r. zabudowę drewnianą powszechnie zastąpiły już budynki murowane. Przy rynku piętrowe (w bocznych ulicach często jeszcze parterowe), przeważnie dwutraktowe z dwuspadowymi dachami krytymi już najczęściej dachówką, ze sklepionymi kolebkowo, przelotowymi sieniami. Na przełomie XIX i XX w. kilka domów (w pierzejach północnej i wschodniej) uległo przebudowie i podwyższeniu o kolejne piętro. Zwarta zabudowa z XVIII-XIX wieku najlepiej zachowała się w pierzei południowej. Budynkiem zwracającym największą uwagę jest natomiast mieszcząca się w pierzei północnej narożna (róg ul. Ratuszowej), barokowa Frykówka.
Pierzeja zachodnia rynku nigdy nie została zabudowana domami mieszkalnymi. Jak wspomniano wyżej, tędy prowadziło dojście do zamku, od 1687 r. - przez istniejącą do dziś Bramę Wybrańców. Obok znajdował się browar, murowana słodownia, piekarnia z magazynem mąki, siedziba sądu książęcego oraz kilka stajen dla koni służby zamkowej. U wylotu bramy tradycyjnie stawały kramy z pieczywem. Wszystkie te zabudowania zniknęły w XIX w., głównie w związku z generalną przebudową założenia zamkowego w latach 1870-1874. Obecnie przestrzeń rynkowa zwęża się w kierunku zachodnim, płynnie przechodząc w ul. Wojska Polskiego. W 1922 r. stanęła tu brama triumfalna, przez którą 29 czerwca uroczyście wkroczyły do miasta wojska polskie (stąd nazwa ulicy).
Ok. 1900 r. rynek wybrukowano, stanęły na nim żeliwne latarnie. Po II wojnie światowej rynek utracił swe funkcje targowe, a targowisko przeniesiono na plac pomiędzy ulicami Dworcową i Targową.
Dawniej rosło na nim szereg starych drzew, które jednak wycięto po II wojnie światowej. W latach 90. XX w. przebudowano płytę rynku i posadzono na jej obrzeżach platany. Powstała replika dawnej studni, a w części zachodniej w 2009 r. stanęła „ławeczka księżnej Daisy”. Latem odbywa się na nim szereg imprez plenerowych (w tym w maju wystawa ogrodnicza „Ogrody Daisy”), a zimą staje sztuczne lodowisko. Ostatnia przebudowa, poprzedzona pracami archeologicznymi, miała miejsce w 2015 r. W jej wyniku płyta rynku (pow. 0,32 ha) uzyskała nową nawierzchnię, a w części wschodniej powstał placyk z fontannami.

## Pomniki na Rynku
Pierwszy pomnik na pszczyńskim rynku został odsłonięty w jego wschodniej części 2 września 1876 r. Upamiętniał zwycięstwa wojsk pruskich nad armiami Austrii w wojnie z roku 1866 oraz Francji w wojnie lat 1870-1871.
Na ciężkiej podstawie w formie niskiego, ściętego ostrosłupa ustawiony był sześcienny blok. W narożnikach bloku wznosiły się cztery kolumny, podtrzymujące masywną płytę z ozdobnym gzymsem, na której spoczywał mniejszy postument zwieńczony koroną cesarską. Całość wykonana była z piaskowca. Na bocznych powierzchniach wspomnianego bloku umocowano marmurowe płyty, z których dwie czołowe przedstawiały Krzyż Żelazny (od frontu) oraz wizerunek krzyża nadawanego za udział w walkach 1866 roku (od tyłu), zaś na dwóch bocznych wyryte były nazwiska żołnierzy z ziemi pszczyńskiej, poległych w działaniach wojennych. Cały ten dość przysadzisty monument był otoczony ozdobnym, choć równie ciężkim, odlanym z żeliwa ogrodzeniem.
W 1903 roku zdecydowano o przeniesieniu pomnika nieco dalej na zachód, w stronę ratusza. Jednocześnie podjęto jego przebudowę według projektu profesora Johannesa Boese, pochodzącego spod Raciborza uznanego już wówczas rzeźbiarza i medaliera. Na dotychczasowej podstawie umieszczono smukły, czworoboczny, zwężający się nieco ku górze obelisk zwieńczony kulą, symbolizującą ziemski glob. Na cokole stanęła figura pruskiego żołnierza niosącego sztandar, znalazły się tam również dwie tablice z nazwiskami poległych oraz płaskorzeźby przedstawiające niemieckich cesarzy Wilhelma I i Fryderyka III. Zmieniono także otoczenie pomnika: w miejsce żeliwnego płotu wprowadzono bardziej dostojne ogrodzenie, składające się z granitowych, niskich (ok. 50 cm) słupów, na których rozpięto grube łańcuchy. Pomnik w takiej postaci odsłonięto 8 listopada 1903 roku.
Dopiero w 1927 roku usunięto z pomnika niemieckie napisy i emblematy, a monument ozdobiono medalionem z popiersiem Józefa Piłsudskiego. Na cokole umieszczono napis następującej treści: "Ukochanemu wodzowi, pierwszemu Marszałkowi Polski Józefowi Piłsudskiemu w hołdzie Ziemia Pszczyńska. Pszczyna dnia 13 lutego 1927 roku". Inicjatorami takiej przebudowy pomnika Marszałka byli ówczesny starosta Tadeusz Szaliński oraz działające w mieście polskie organizacje, m.in.: Związek Strzelecki, Towarzystwo Gimnastyczne "Sokół" i Związek Hallerczyków.
Po włączeniu Pszczyny do Rzeszy w 1939 roku zniknął medalion z Piłsudskim, a na pomniku umieszczono popiersie Hitlera. Po zakończeniu wojny jeszcze w 1945 r. popiersie führera zniszczono, a sam pomnik został wkrótce usunięty z rynku. Jego kamienna iglica wykorzystana została w pomniku ku czci poległych w walkach o Śląsk żołnierzy Armii Czerwonej. Pomnik ten ustawiony został w 1953 r. na cmentarzu poległych żołnierzy sowieckich, usytuowanym na północnym krańcu parku w Pszczynie. Do iglicy przytwierdzono czerwoną gwiazdę, sierp i młot. Ostatecznie symbole te zostały zlikwidowane po 1989 roku.